# Isabelle Aubret

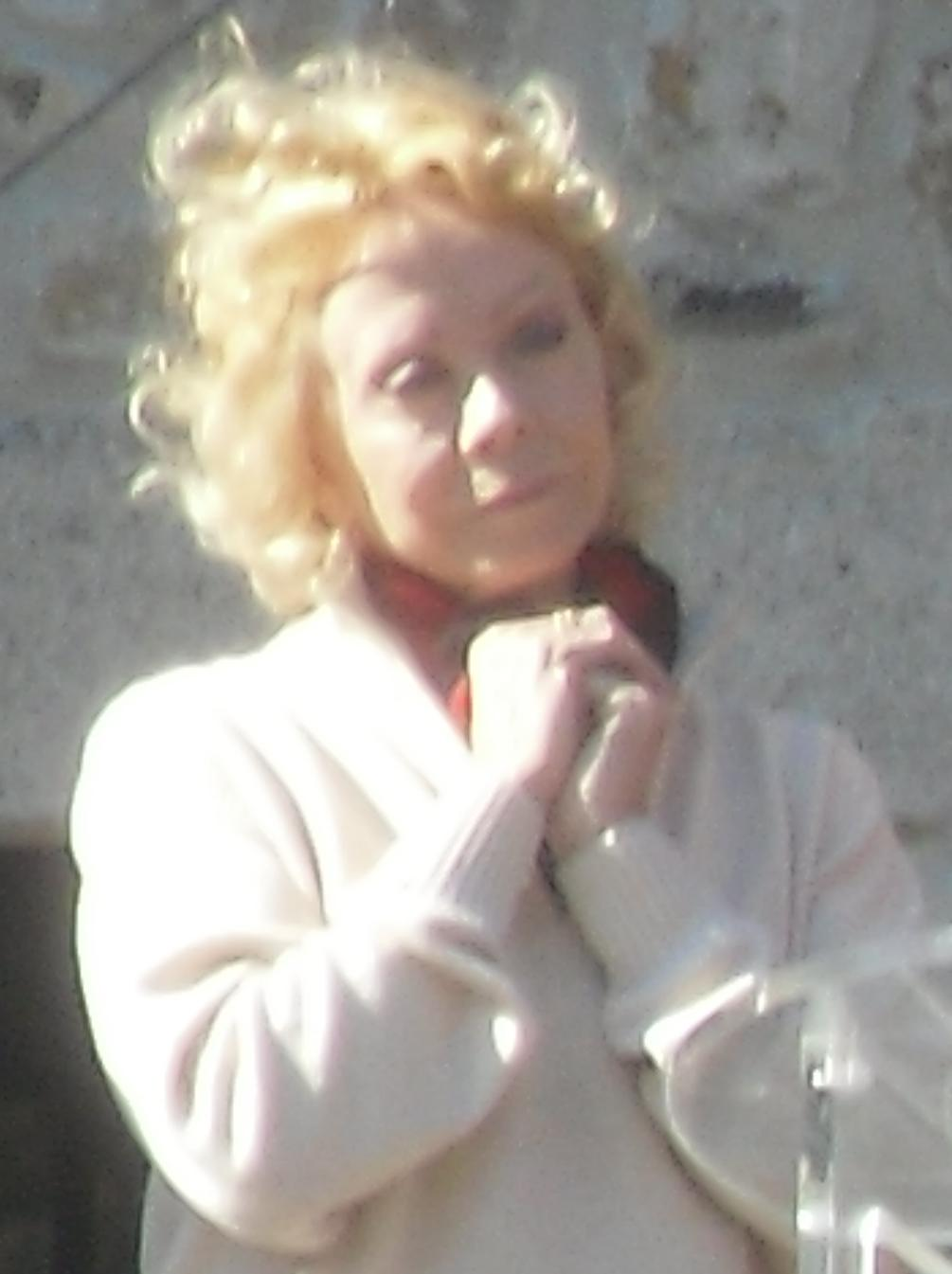
Isabelle Aubret 2010.

Isabelle Aubret född som Thérèse Coquerelle den 27 juli, 1938 i Lille, Frankrike, fransk sångerska.
Aubret vann Eurovision Song Contest 1962 då hon representerade hemlandet med låten Un premier amour (En första kärlek) med musik komponerad av Claude-Henri Vic och text skriven av Roland Stephane Valade. Hon återkom i Eurovision Song Contest 1968 med låten La source (Källan) med musik komponerad av Daniel Faure och text skriven av Henri Dijan och Guy Bonnet. År 1968 kom hon på tredje plats.
År 1952 vann hon även en fransk nationell gymnastiktävling.

## Diskografi
- 1969: Isabelle Aubret
- 1981: Liberté
- 1984: Le monde chante
- 1987: Vague à l'homme
- 1989: 1989
- 1990: Vivre en flèche
- 1990: Allez allez la vie (livekonsertalbum)
- 1991: In love
- 1992: Coups de cœur
- 1992 : Isabelle Aubret chante Aragon
- 1993 : Isabelle Aubret chante Ferrat
- 1993: C'est le bonheur
- 1995: Elle vous aime (samlingsalbum)
- 1995 : Isabelle Aubret chante Brel
- 1997: Isabelle Aubret chante pour les petits et les grands
- 1997: Changer le monde
- 1999: Parisabelle
- 2001: Le paradis des musiciens
- 2001: Bobino 2001 (livekonsertalbum)